# Malik (nome)
Malik  è un nome proprio di persona arabo maschile.

## Varianti
- Femminili: Malika[2]

## Origine e diffusione
Proviene dall'arabo ملك (malik), che significa "re"; Malik è attualmente, oltre ad un nome, anche un titolo onorifico in alcuni paesi arabi. La sua forma femminile, Malika (in arabo ملكة‎?, malika), significa "regina". Il maschile ha quindi significato analogo a quello dei nomi Basileo, Brenno, Rex, Zoltán e Sultan, e il femminile a quello di Rhiannon, Regina e Basilissa.
Questo nome è forse correlato ad un altro di origine ebraica, Malco. Va notato che, secondo alcune fonti, Malika avrebbe invece un'origine ungherese, col significato di "industriosa".

## Onomastico
Il nome è adespota, ovvero non è portato da alcun santo, quindi l'onomastico ricorre il 1º novembre, giorno di Ognissanti.

## Persone
- Malik Allen, cestista statunitense

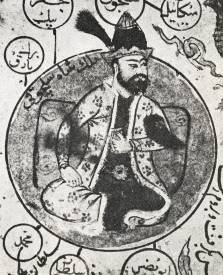
Malik Shah I

- Malik Abdul Aziz, altro nome usato da Mike Tyson, pugile statunitense
- Malik Dixon, cestista statunitense
- Malik Fathi, calciatore tedesco
- Malik Hairston, cestista statunitense
- Mālik b. Anas, tradizionista e giurista arabo
- Malik Muhammad Jayasi, poeta indiano
- Malik Rose, cestista statunitense
- Malik Sealy, cestista statunitense
- Malik Shah I, sultano selgiuchide
- Malik Zidi, attore francese

### Variante femminile Malika
- Malika Ayane, cantante italiana
- Malika Domrane, cantante cabila

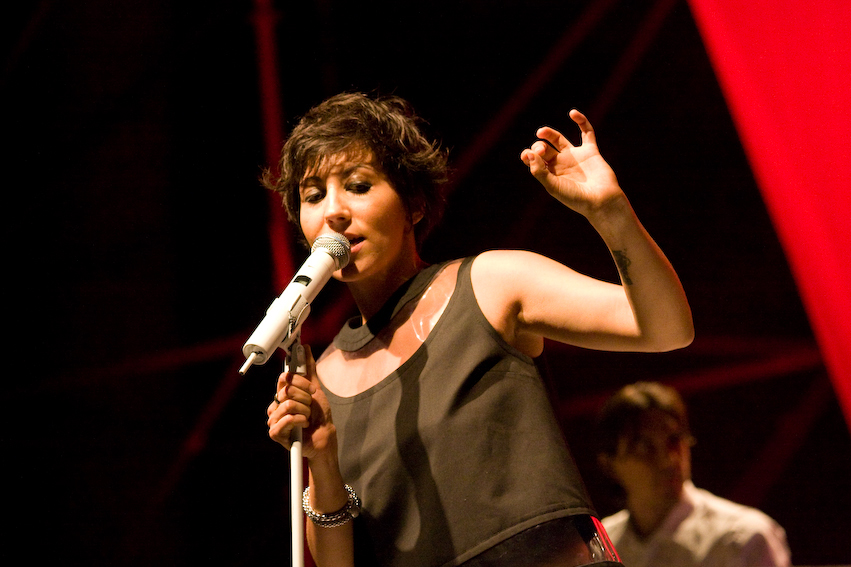
Malika Ayane

- Malika Mokeddem, scrittrice algerina
- Malika Ménard, modella francese
- Malika Oufkir, scrittrice marocchina